# Palaquium loheri
Palaquium loheri är en tvåhjärtbladig växtart som beskrevs av Elmer Drew Merrill. Palaquium loheri ingår i släktet Palaquium och familjen Sapotaceae. Inga underarter finns listade i Catalogue of Life.